# 5644 Maureenbell
5644 Maureenbell (1990 QG2) là một tiểu hành tinh vành đai chính được phát hiện ngày 22 tháng 8 năm 1990 bởi H. E. Holt ở Palomar. Nó được đặt theo tên Maureen E. Ockert-Bell, who has published work ngày physical và optical properties of outer planet ring systems.